# Google相机
Google Camera，Google相机或称谷歌相机是Google为Android开发的相机应用程式。最初在Android 4.4 KitKat及更高版本的设备上运行，但目前只在Google自己的Nexus与Pixel设备上支援。它于2014年4月16日于Google Play Store发布，用于Android 4.4或更高版本，在2016年2月17日取消公开化。
雖然Google Camera現在僅針對Google自有特定機型製作，但从2017年中开始，有越来越多开发者为其提供相容高通骁龙820、821、835或845处理器的修改版本。
2023年10月，Google Camera更名为Pixel Camera，并仅登陸Google Pixel设备。

## 特色与功能
Google相机包含许多功能，可在“设定”页面或顶端的图标列中選用这些功能。

### HDR+
HDR+功能可以增加照片的动态范围效果，技术仰賴Paul Debevec于1997年SIGGRAPH發表的高动态范围成像方法不同，通过组合几张曝光不足的照片来实现。Google还提供了HDR+ enhanced模式，类似于传统实现方式。
Google于2018年2月开放了HDR+ Burst数据集。

### Motion
Motion类似于Apple公司在iOS 9系统上开始提供的 Live Photos 功能，拍摄时启用，会录制一段无声的短視訊，并拍摄一张原始照片。
Google另外提供了Motion Stills独立应用，同样支援Motion格式，以及苹果的Live Photo。

### 視訊稳定 Video Stabilization
結合视频訊定技术，实现更流畅、穩定的视訊画面效果。该技术还校正果凍效應和对焦时的呼吸效应，以及其他问题。

### 智慧连拍 Smartburst
按住快门按钮可啟動Smartburst。按住时，每秒最多拍摄10张照片，一旦放開，会自动突出顯示捕获的最佳影像。
可以从捕获的图片系列中，產生不同的作品：
- 动态GIF Moving GIF  - 包含了移动动作的动态影像
- 全笑 All-smile  - 在一张照片中，每个人都笑着，不眨眼；由智慧拼合成程式將每個人的臉部拼成微笑狀態。
- 組合 Collage  - 自拍时，產生类似照相亭（英语：Photo booth）的拼贴画

### 影像拍攝位置 Image Location
透過GPS和/或Google的位置服務獲得的位置訊息可以在拍攝時加入到媒體中。

### 慢动作 Slowmotion
慢動作視訊可以在Google相機中以120或者在支援的設備上以每秒240幀的速度錄製 。

### 全景 Panorama 与 球面照片 Photo Sphere
Google相机支援扫描式拍摄合成全景照片，包括广义的全景，以水平、垂直或是广角与鱼眼拍摄；以及狭义的360x180全天球全景照片，最初于2012年在Android 4.2添加，并可上传用于网页浏览。

### 虛擬景深
虛擬景深功能最早以 Lens Blur 呈現，使用者拍摄完成需要向上平移手机，程式采样场景数据进行景深计算，合成具有景深的场景。
在Pixel 2世代，提供肖像模式 Portrait Mode ，可以在单镜头机型上实现景深模拟。该功能基于HDR+，以机器学习来辨識画面中的主体与背景，并且针对背景进行景深处理，缺点是无法对前景进行模擬。

### 超高解析度 Super Res Zoom
在2018年，于Pixel 3提供，与超高解析度成像相关，通过拍摄时手部震動从而获得更高解析度的影像，并裁切，以拉開焦距范围；具体实现上类似于像素偏移，其于次年SIGGRAPH 2019发布相关论文。

### 夜视 Night Sight
「夜视」 Night Sight 是于Pixel 3发表会上推出的功能，但直到2018年11月15日才推送到用戶裝置中。
其技术仍仰賴HDR+，通过多圖叠加並进行降噪，并在还原场景亮度的同时，进行顏色校准；同时还会判断用户拍摄的震动狀况，自动选择合适的叠加次數参数。
该功能得到媒体普遍的积极评价。

### AR贴纸
AR Stickers是2017年底宣布的一項功能，支援Pixel 2世代设备。使用Google的ARCore平台，增強現實對象（稱為“貼紙”）可以“放入”圖像或視頻中。

## 支持机型与移植
Google相机应用程序最初为开放安卓生态使用，之后随Pixel系列诞生，且具体功能依赖相关处理硬件而有限定运行。
| Google手机机型                         | 推出时间 | 中央处理器       |
| -------------------------------------- | -------- | ---------------- |
| Nexus 5                                | 2013-10  | Snapdragon 800   |
| Nexus 6                                | 2014-10  | Snapdragon 805   |
| Nexus 5X                               | 2015-09  | Snapdragon 808   |
| Nexus 6P                               | 2015-09  | Snapdragon 810   |
| Pixel & Pixel XL                       | 2016-10  | Snapdragon 821   |
| Pixel 2 & Pixel 2 XL                   | 2017-10  | Snapdragon 835   |
| Pixel 3 & Pixel 3 XL                   | 2018-10  | Snapdragon 845   |
| Pixel 3a & Pixel 3a XL                 | 2019-05  | Snapdragon 670   |
| Pixel 4 & Pixel 4 XL                   | 2019-10  | Snapdragon 855   |
| Pixel 4a                               | 2020-08  | Snapdragon 730G  |
| Pixel 4a (5G)                          | 2020-09  | Snapdragon 765G  |
| Pixel 5                                | 2020-09  | Snapdragon 765G  |
| Pixel 5a (5G)                          | 2021-08  | Snapdragon 765G  |
| Pixel 6 & Pixel 6 Pro                  | 2021-10  | Google Tensor    |
| Pixel 6a                               | 2022-07  | Google Tensor    |
| Pixel 7 & Pixel 7 Pro                  | 2022-10  | Google Tensor G2 |
| Pixel 7a                               | 2023-05  | Google Tensor G2 |
| Pixel Tablet                           | 2023-06  | Google Tensor G2 |
| Pixel Fold                             | 2023-06  | Google Tensor G2 |
| Pixel 8 & Pixel 8 Pro                  | 2023-10  | Google Tensor G3 |
| Pixel 8a                               | 2024-05  | Google Tensor G3 |
| Pixel 9 & Pixel 9 Pro & Pixel 9 Pro XL | 2024-08  | Google Tensor G4 |
| Pixel 9 Pro Fold                       | 2024-09  | Google Tensor G4 |

由于其出色的功能表现，开发者往往对其移植有很高的兴趣，特别是如XDA-Developers社区。作为焦点功能的HDR+，因为需要高通内置DSP配合实现Zero Shutter Lag，所以移植集中在使用高通骁龙中央处理器，特别是8系机型上；而更大的机型支持范围，通常会伴随一定的功能缺失。